# طوطیک‌ها
طوطیک‌ها (نام علمی: Psittinus) یک سرده طوطی از خانواده طوطیان سبز است. قبلاً در نظر گرفته می‌شد که شامل یک گونه منفرد به نام طوطی دمگاه‌آبی (Psittinus cyanurus) باشد، اما طوطی سیموئل (P. abbotti) در سال ۲۰۲۱ توسط اتحادیه بین‌المللی پرنده‌شناسان به عنوان یک گونه متمایز تقسیم شد. یک تجزیه و تحلیل ژنتیکی در سال ۲۰۱۹ نشان داد که سردهٔ طوطی‌های طوق‌دار نسبت به Psittinus پیراتباری است که نشان می‌دهد سردهٔ Psittacula ممکن است برای حفظ Psittinus به عنوان یک سردهٔ متمایز، حتی به چندین سردهٔ مختلف تقسیم شود.